# Alpinia maclurei
Alpinia maclurei är en enhjärtbladig växtart som beskrevs av Elmer Drew Merrill. Alpinia maclurei ingår i släktet Alpinia och familjen Zingiberaceae. Inga underarter finns listade i Catalogue of Life.